# Ulla-Lena Lundberg
Ulla-Lena Lundberg est une écrivaine finlandaise de langue suédoise. Née le 14 juillet 1947 sur l’île de Kökar, dans l’archipel des îles Åland, territoire autonome finlandais, elle vit à Porvoo, non loin d'Helsinki.

## Biographie
Ulla-Lena Lundberg fait ses débuts en littérature à l'âge de 15 ans, lorsque ses poèmes sont publiés dans une anthologie intitulée Utgångspunkt (Point de départ) en 1962. En 1964, une bourse lui permet de séjourner aux États-Unis, une expérience dont elle rendra compte dans ses écrits. Elle est également l’auteure d’un livre sur le Japon, pays où elle a vécu en 1968.
Sa véritable percée sur le plan littéraire date de 1976, année où paraît son livre intitulé Kökar. Il s’agit d’un ouvrage explorant l’histoire de son île natale à travers les récits de certains de ses habitants. Elle écrira par la suite deux romans historiques qui ont pour cadre cette île : Kungens Anna et Ingens Anna.
Elle a laissé des témoignages de ses séjours en Afrique australe et orientale (trois ouvrages de fiction : Tre afrikanska berättelser, Sand et Regn) et un ouvrage plus général (Öar i Afrikas inre), basés sur les deux années qu’elle a passées au Botswana, en Zambie, au Kenya et en Tanzanie.
Après une maîtrise en ethnologie et en science des religions en 1985 à l’université suédophone de Turku, Åbo Akademi, Ulla-Lena Lundberg séjourne aux États-Unis durant l’année universitaire 1986-1987 en tant qu’enseignante et écrivaine en résidence à l’Université du Minnesota.
En 1993, elle publie un ouvrage intitulé Sibirien - Ett självporträtt med vingar, (La Sibérie - Autoportrait avec des ailes) lequel, outre son caractère autobiographique, rend compte de plusieurs séjours d’une durée totale de quatre mois en Sibérie. Réédité en 2013, c'est le livre d’Ulla-Leena Lundberg qui a remporté le plus grand succès à l’étranger.
Parmi ses autres ouvrages, mentionnons la trilogie maritime Leo (Léo), Stora världen (Le vaste monde) et Allt man kan önska sig (Tout ce que l’on peut souhaiter), trois romans consacrés à l’histoire et à l’évolution de la marine dans l’archipel d’Åland.
Son tout dernier roman, Is (Glace) paru en Finlande aux éditions Schildts & Söderströms et en Suède chez Albert Bonniers förlag, a été sélectionné à la fois par les îles Åland et par la Finlande pour le grand prix de littérature du Conseil nordique 2013.

## Œuvre

### Poésie
- 1962 : Utgångspunkt

### Nouvelles
- 1977 : Tre afrikanska berättelser (Trois histoires africaines, recueil de nouvelles)

### Romans
- Kungens Anna, Söderström, 1982 (ISBN 9789515207791)
- 1984 : Ingens Anna
- 1986 : Sand
- 1989 : Leo
- 1991 : Stora världen
- 1995 : Allt kan man önska sig
- 1997 : Regn
- 2001 : Marsipansoldaten
- 2012 : Is

### Théâtre
- 1974 : När barometern stod på Karl Öberg och andra hörspel (1974) (pièce radiophonique)

### Récits de voyages
- 1966 : Strövtåg (Excursion)
- 1968 : En berättelse om gränser (Une histoire de frontières)
- 1970 : Gaijin-utlänning i Japan (Gaijin – étrangère au Japon)
- 1993 : Sibirien - Ett självportrett med vingar (Sibérie - Autoportrait avec ailes)

### Non fiction
- 1976 : Kökar
- 1981 : Öar i Afrikas inre (1981)
- 2010 : Jägarens leende. Resor i hällkonstensrymd (Le sourire du chasseur. Voyages dans l'espace de l'art rupestre), Söderström, Helsinki

### Divers
- 1985 : Franciskus i Kökar
- 2005 : Människan och målaren (biographie du peintre Åke Hellman, en collaboration avec Erik Kruskopf)
- 2006 : Hundra År i Gammelgård (histoire du club social de Gammelgård d’Espoo, en collaboration avec Lasse Hoffman et Unni Malmgren)

### Direction d'ouvrages
- 1981 : Vackre Alen. Memoarer av Algot Lundberg (autobiographie d’Algot Lundberg)
- 2000 : Männen som kom från havet. Jakthistorier från Kökar

## Traductions
Plusieurs ouvrages d'Ulla-Lena Lundberg sont désormais disponibles en traduction, et la version anglaise de son dernier roman, Is, est annoncée aux éditions Sort of Books, à Londres. Le premier chapitre, dans une traduction de Thomas Teal, est d'ores et déjà disponible sur le site de l'éditeur.

### En allemand
- Sibirien - Selbstporträt mit Flügeln, (titre original: Sibirien), traduit du suédois par Karl-Ludwig Wetzig, Klett-Cotta Verlag, Stuttgart 2003, réédition Piper Verlag 2006[2]
- Eis (titre original: Is), traduit du suédois par Karl-Ludwig Wetzig, mareverlag, Hambourg 2014

### En danois
- Is (titre original Is), traduit du suédois par Agnete Dorph Stjernfelt, Gyldendal, Copenhague 2013 et 2015.
- Regn (titre original: Regn), traduit du suédois par Eva Glistrup, Fremad/Gyldendal, Copenhague 1999
- Sibirien - Selvportraet med vinger, (titre original: Sibirien), traduit du suédois par Annelise Feilberg, Forum, Copenhague 1995
- Leo, (titre original: Leo), traduit du suédois par Annelise Feilberg, Hekla, Frederiksberg 1993
- Den store verden (titre original: Stora världen), traduit du suédois par Annelise Feilberg, Borgen/Hekla, Frederiksberg 1991

### En estonien
- Jää (titre original Is), traduit du suédois par TÕnis Arnover, Eesti Raamat, Tallinn 2014.

### En finnois
- (fi) Jää [« Is »] (trad. Leena Vallisaari), Helsinki, Teos, 2013
- Marsipaanisotilas (titre original: Marsipansoldaten), traduit du suédois par Leena Vallisaari, Éditions Gummerus, Jyväskylä 2001
- Sade (titre original: Regn), traduit du suédois par Leena Vallisaari, Gummerus, Jyväskylä 1997
- Mitä sydän halajaa (titre original: Allt kan man önska sig), traduit du suédois par Leena Vallisaari, Gummerus, Jyväskylä 1995
- Linnunsiivin Siperiaan (titre original: Sibirien), traduit du suédois par Leena Vallissari, Gummerus, Jyväskylä 1994
- Suurin maailmaan (titre original: Stora världen), traduit du suédois par Leena Vallissari, Gummerus, Jyväskylä 1991
- Leo (titre original: Leo) traduit du suédois par Leena Vallisaari, Gummerus, Jyväskylä 1991
- Kalahariin hiekkaa (titre original: Sand), traduit du suédois par Veijo Kiuru, Gummerus, Jyväskylä 1987
- Kökarin Anna (titre original: Ingens Anna), traduit du suédois par Kaija Kauppi, Gummerus, Jyväskylä 1985
- Kuninkaan Anna (titre original: Kungens Anna, traduit du suédois par Kaija Kauppi, Gummerus, Jyväskylä 1983

### En hongrois
- Jég (titre original Is), traduit du suédois par Béla Jávorszky, Széphalom Könyvműhely, Budapest 2014[3]

### En néerlandais
- Siberië, een zelfportret met vleugels, (titre original: Sibirien), traduit du suédois par Ger Meesters, GMBuitgeverij, Haarlem 2002

### En norvégien
- Is (titre original Is), traduit du suédois par Bodil Engen, Heinesen forlag, Oslo 2013[4]

### En russe
- У.-Л. Лундберг, Острова в сердце Африки, (titre original Öar i Afrikas inre), traduit du suédois par L.R. Serebrianov.

## Prix et distinctions
Son œuvre a valu à Ulla-Lena Lundberg de nombreux prix littéraires, parmi lesquels le Prix Runeberg et le Prix de l’Académie suédoise. Elle a été sélectionnée à trois reprises pour le prestigieux Prix Finlandia. En 1993, l’Åbo Akademi lui a décerné un doctorat honoris causa.
Le 21 mars 2009, les opérateurs postaux d’Åland ont émis un timbre à son effigie. Conçu par l'artiste finlandais Juha Pykäläinen, c'est un portrait de l’écrivaine posant à côté d’une reproduction du navire le Leo, inspiré du premier volume de sa trilogie sur l’histoire maritime des îles Åland. Il fait partie d’un carnet consacré aux écrivains originaires de l’archipel.
- Médaille Kiitos kirjasta (1990) pour Leo, prix littéraire décerné conjointement par l’Association des libraires et l’Association des bibliothécaires finlandais
- Prix Finlande de l'Académie suédoise (1990)
- Prix Runeberg (1998)
- Prix Kaarle (1998)
- Prix littéraire du mensuel suédois Vi (2001) pour son roman Marsipansoldaten
- Prix Stina Aronson (2004)
- Prix Tollander (2011), d'une valeur de 35.000 euros[5], décerné par la Société de littérature suédoise en Finlande
- Prix culturel de l'Église (2013)[6],[7]  pour Is (2013)
- Prix national de littérature